# 34419 Корнінґ
34419 Корнінґ (34419 Corning) — астероїд головного поясу, відкритий 20 вересня 2000 року.
Тіссеранів параметр щодо Юпітера — 3,419.